# Scott Pittman
Scott Pittman (* 9. Juli 1992 in Pumpherston) ist ein schottischer Fußballspieler, der beim FC Livingston unter Vertrag steht.

## Karriere
Scott Pittman wurde im Jahr 1992 als Sohn des früheren US-amerikanischen Nationalspielers Steve Pittman in Pumpherston, West Lothian geboren. Dieser spielte zum Zeitpunkt seiner Geburt für den FC Dundee, nachdem er wenige Monate zuvor von den Fort Lauderdale Strikers dorthin gewechselt war.
Scott Pittman spielte in seiner Jugend für Hamilton Academical. Im März 2011 wurde er bis zum Ende der Saison 2010/11 an den schottischen Drittligisten Alloa Athletic verliehen. Für den Verein absolvierte er ein Spiel gegen Brechin City. Nach seiner Rückkehr zu den Accies wurde sein Vertrag im August 2011 aufgelöst. Er wechselte daraufhin zu Broxburn Athletic das von seinem Vater trainiert wurde, und später zu Bo’ness United.
Am 2. Februar 2015 unterschrieb Pittman einen Vertrag beim damaligen Zweitligisten FC Livingston. Vier Tage später gab er sein Debüt für seinen neuen Verein gegen Heart of Midlothian als Einwechselspieler. Mit Livingston gewann er im ersten Jahr den Challenge Cup, stieg am Ende der Spielzeit 2015/16 allerdings in die dritte Liga ab. Im darauf folgenden Jahr konnte mit der Meisterschaft der Wiederaufstieg realisiert werden. 2018 gelang der zweite Aufstieg in Folge, als die Mannschaft um Pittman sich in den Aufstieg-Play-offs gegen Dundee United und Partick Thistle durchsetzte. Ab der Saison 2018/19 spielte Pittman damit in der Scottish Premiership. Auch hier war er Stammspieler im Team der „Löwen“.